# Nephodia xanthosema
Nephodia xanthosema là một loài bướm đêm trong họ Geometridae.